# 溫世仁武俠小說大獎
溫世仁武俠小說大獎，是已停辦的台灣武俠小說徵文獎，由明日工作室主辦，紀念其創辦人溫世仁。2005年舉辦第一屆，之後每年一屆，至2014年第十屆後停辦。

## 歷屆得主
第一屆（2005）
- 首獎：滄海·未知生《找死拳法》
- 入圍：賈志剛《俠兄盜弟》、邗斌《荒城戰狼》、陳慧元《蒼狼》

第二屆（2006）
- 首獎：從缺
- 入圍：施達樂《小貓》、陳晶《迴光》、司馬嘶風《拳無敵》、子夜《茶醉》、馮鈞瀚《劍舞中陰》

第三屆（2007）
- 首獎：趙晨光《浩然劍》
- 入圍：陳晶《飛虹群俠online》、檀雍《雪中劫》、言寧《紐克力密摺》、羅良《天馬流星》

第四屆（2008）
- 首獎：黃健《王雨煙》
- 評審獎：吳從霆《太平客棧》、施百俊《流民本色》、朱先中、黃嗣軒《八陣無極圖》、孫雪僮《斜風細雨不須歸》
- 短篇第一名：張英珉〈迷圖〉
- 短篇第二名：葛轅〈泊煙渚〉
- 短篇第三名：林子瑄〈密伎〉
- 短篇佳作：王子瑋〈刀劍蝶〉、張家豪〈王祿仔〉、張烈諄〈武林，是誰的武林〉

第五屆（2009）
- 首獎：從缺
- 評審獎：張軍《國術》、岳勇《擎天記》、沈默《誰是虛空(王)》、振鑫《點兵秀才》、黃世傑《藩邦恩仇錄》
- 短篇第一名：王經意〈殺人者〉
- 短篇第二名：張睿〈椎秦〉
- 短篇第三名：沈默〈尋蛇〉
- 短篇佳作：馮鈞瀚〈射日〉、殷俊〈暗器〉、高鴻傑〈企業少林〉、朱倬儀〈祿山五行卷〉

第六屆（2010）
- 首獎：施達樂《浪花群英傳》
- 評審獎：江曉雯《紅葉之盟》、季軍《中流楫》、高鴻傑《武道，絕地通天》、于一敏《滄海橫刀》
- 短篇一等獎：高鴻傑〈大俠考〉
- 短篇二等獎：張啟疆〈暗算〉
- 短篇三等獎：莊漢波〈少年武者日記〉
- 短篇佳作：李嘉華〈快手〉、周志仁〈盡頭〉、施達樂〈不屈劍刺竹〉

第七屆（2011）
- 首獎：徐行《跖狗》
- 貳獎：季軍《丹青地獄》
- 參獎：劍拂雪《清塵濁水》
- 短篇首獎：薄發〈禁武令〉
- 短篇貳獎：櫻桃魚丸子〈絕殺〉
- 短篇參獎：施達樂〈老劍蠹龜〉、劍雙華〈破月〉

第八屆（2012）
- 長篇首獎：慕容無言《二十年》
- 長篇貳獎：沈默《七大寇紀事》
- 長篇參獎：邢墨鳶《城主逆天》
- 短篇首獎：莫之執〈燕歌〉
- 短篇貳獎：風過阡陌〈冬至白露〉
- 短篇參獎：徐行〈引繩人〉、櫻桃魚丸子〈刀·刀客〉

第九屆（2013）
- 長篇首獎：沈默《在地獄》
- 長篇貳獎：慕容無言《鐵瓦琉璃》
- 長篇參獎：Xerses《不死鳥》
- 短篇首獎：沈默〈晚年〉
- 短篇貳獎：梁哈金〈心魔〉
- 短篇參獎：趙一寧〈快刀〉

第十屆（2014）
- 長篇首獎：從缺
- 長篇貳獎：廖文綺《荊都夢》
- 長篇參獎：沈默《武俠主義》、謝岸融《飛花》、邢墨鳶《大鵬天書》
- 短篇首獎：徐行〈貓皮琴〉
- 短篇貳獎：褚燕陽〈後武林白兔記〉
- 短篇參獎：乃賴〈四川潑婦〉

## 外部連結
- 官方網站